# Kateřina Vasa Švédská
Kateřina Vasa Švédská (6. června 1539 – 21. prosince 1610) byla švédská princezna a jako manželka hraběte Edzarda II. hraběnka Východního Fríska. Narodila se jako nejstarší dcera krále Gustava I. a jeho druhé manželky Markéty Eriksdotter Leijonhufvud. V letech 1599 až 1610 byla také autonomní regentkou Berumu a Nordenu v Ostfrieslandu (Východní Frísko).

## Život

### Dětství
V dětství byla, stejně jako všichni sourozenci v královském dětském pokoji, primárně v péči její matce věrné chůvy Brigitty Lars Anderssons, matčiny sestřenice lady Margarety a šlechtičny vdovy Ingrid Amundsdotter. Po smrti matky v roce 1551 byla se sourozenci svěřena do péče šlechtičny Kristýny Gyllenstierny a pak až do otcova nového sňatku s Kateřinou Stenbock do péče tet Brity a Marty Leijonhufvud. V roce 1556 dostala Kateřina i její sestry věno ve výši 100.000 dalerů, byly vytvořeny jejich portréty a dvorní básník Henricus Mollerus latinsky popsal jejich osobní vlastnosti, a tak byly princezny prezentovány na dynastickém sňatkovém trhu. V témže roce její otec daroval Ostfrieslandu obchodní smlouvu a manželské spojenectví. Ostfriesland byl vybrán, protože byl strategicky umístěn směrem k Dánsku a protože kalvinistický Emden byl rivalem Lubecku a smlouva mohla zlomit nadvládu hanzovní ligy ve Švédsku. V roce 1557 byla obchodní smlouva dokončena a v roce 1558 navštívil Švédsko hrabě Edzard, aby se setkal s princeznou Kateřinou a její sestrou Cecílií a vybral si jednu z nich za manželku k dokončení manželské smlouvy.
Edzard si vybral Kateřinu, ale jednání tak dlouhou dobu, že Gustav Vasa ve své frustraci prohlásil, že je požehnáním, že jeho dcera není alespoň ani „kulhavá, ani slepá“. Edzardova matka, vdova a regentka Anna Oldenburská, se bála, že sňatek povede ke švédské nadvládě, a proto rozdělila moc v Ostfrieslandu mezi své syny, čemuž se král snažil zabránit. V manželské smlouvě z 12. srpna 1558 byly Kateřině jako vdovské statky zajištěny oblasti Berum a Norden a pozice regentky v případě, že by po Ezdardovi nastoupil jejich nezletilý syn.
Svatba se uskutečnila 1. října 1559 ve Stockholmu; nevěstě bylo 20 a ženichovi 27 let. V listopadu novomanželé odjeli do Ostfrieslandu. Po cestě přes Švédsko byli doprovázeni Kateřininou sestrou Cecílií a Edzardovým bratrem Janem. Během pobytu ve Vadsteně na cestě vypukl velký skandál, když byl Jan objeven v Cecíliině komnatě bez kalhot. Skandál se stal známý pod jménem Vadstenabullret. Jan byl uvězněn a Kateřina s Edzardem byli pod dozorem na zámku Västerås. Kateřina fungovala jako prostředník v jednání o Janovo propuštění, aby se s Cecílií zacházelo shovívavě a aby jí bylo dovoleno odejít. Komplikace, její vlastní těhotenství a smrt jejího otce v roce 1560, způsobily zpoždění jejich odjezdu až do roku 1561.

### Hraběnka z Ostfrieslandu
Kateřina dorazila do Ostfrieslandu v dubna 1561. Jako hraběnka se aktivně podílela na politice a záležitostech státu. Podporovala Ezarda v konfliktu s jeho bratrem Janem o nadvládu v Ostfieslandu, zatímco Jana podporovala jeho matka Anna. Spor měl také náboženský rozměr, protože Edzard s Kateřinou byli luteráni, zatímco Jan s Annou kalvínisté. Kateřina pracovala na zajištění nového nástupnictví, které zakazovalo spoluvládnutí, a aktivně podporovala luteránství před kalvinismem.
V roce 1578 bezdětný Jan souhlasil, aby se Kateřinin a Edzardův syn stal jeho dědicem, tím však boj neskončil. Kateřina plně využila svých příbuzenských vazeb pro svou politiku a požádala své vládnoucí bratry, aby zasáhli v její prospěch, zatímco ona sama na oplátku využije své konexe, aby pomohla jim: pomáhala Karlovi s jeho exportními a importními obchody, zajišťovala lodě švédské flotile ve válce proti Rusku a pomáhala při vyjednávání sňatků pro Karla a Alžbětu. V roce 1585 protestovala proti sňatku svého bratra, krále Jana III., s Gunillou Bielke. V roce 1591 se stal Edzard samostatným regentem, ale v roce 1594 vypukla v Emdenu revoluce. Kateřina požádala o pomoc svého bratra Karla IX., který jí při této příležitosti poradil, aby projevila náboženskou toleranci, a vyjádřil své překvapení, že to byla vždy Kateřina, kdo řídil státní záležitosti.

### Lenní držitel
Po smrti Edzarda v roce 1599 žila Kateřina na zámku Berum a převzala kontrolu nad svými vdovskými statky Norden, Pewsum, Woquard Loquard, Campen a Neeuwarden. Tyto země jí byly uděleny jen jako vdovské statky, Kateřina namísto toho nad nimi převzala kontrolu jako autonomní vládce: odmítla uznat svého syna Enna III. a jeho právo vybírat daně a vykonávat pravomoc v jejích lénech a prohlásila se za vazalku císaře. To způsobilo konflikt s jejím synem, který trval nevyřešen až do její smrti. Když rada Enna III. pokárala za to, že se jí podřídil, a upozornila ho, že Kateřina zneužívá svá práva matky, aby vyžadovala poslušnost, omluvil se slovy: "Protože je to žena, protože je vdova, už je jí sedmdesát, protože je dcerou krále a, což je ten největší důvod, proč jí projevovat úctu, protože je matkou."
Kateřina je ze svých sourozenců považována za povahově nejbližší svému otci. Je popisována jako inteligentní, učená, zajímající se o literaturu a teologii. Byla přesvědčenou luteránkou, ke studiu teologie navštívila Wittenberg, psala výklady Bible a na pohřbu Edzarda na zesnulého manžela napsala ódu.
Kateřina zemřela 21. prosince 1610 ve věku 71 let.

## Manželství a potomci
1. října 1559 se ve Stockholmu jako dvacetiletá provdala za o sedm let staršího hraběte Edzarda II. Východofríského, se kterým měla deset dětí:
- Markéta Východofríská (1560–1588)
- Anna Východofríská (1562–1621)
- Enno III. Východofríský (1563–1625)
- Jan III. z Rietbergu (1566–1625)
- Kryštof Východofríský (1569–1636)
- Edzard Východofríský (1572?–1573)
- Alžběta Východofríská (1572?–1573)
- Žofie Východofríská (1574–1630)
- Karel Ota Východofríský (1577–1603)
- Marie Východofríská (1582–1616)